# Loxops caeruleirostris
L'akekee, o più correttamente ‘akeke‘e (Loxops caeruleirostris (Wilson, 1890)) è un uccello passeriforme della famiglia Fringillidae, endemico dell'isola di Kauai, nell'arcipelago delle Hawaii.

## Etimologia
Il nome scientifico della specie, caeruleirostris, deriva dall'unione delle parole latina caeruleus ("blu") e roster ("rostro"), in riferimento al colore grigio-bluastro del becco.

## Descrizione

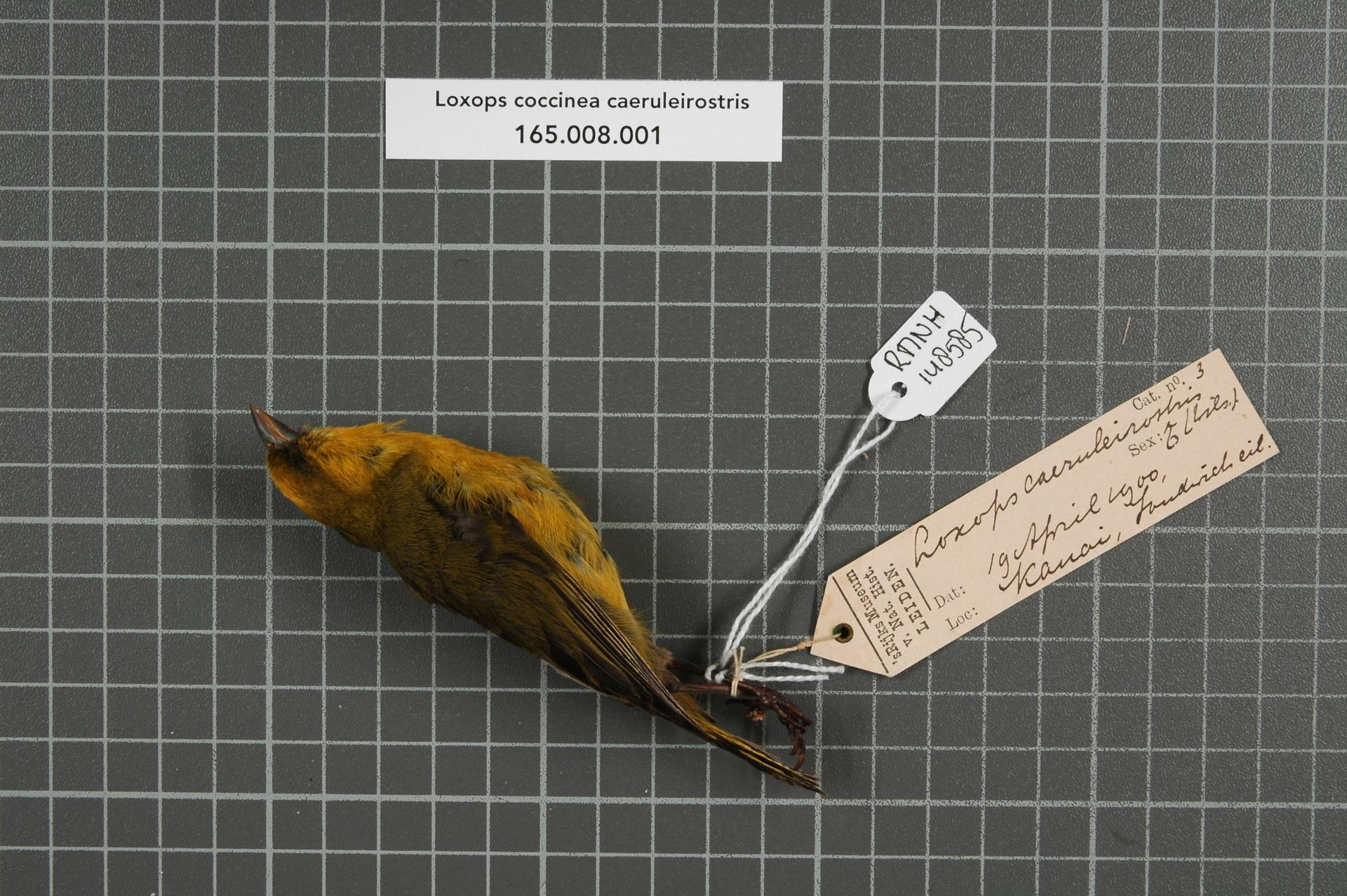
Maschio impagliato, visione laterale.
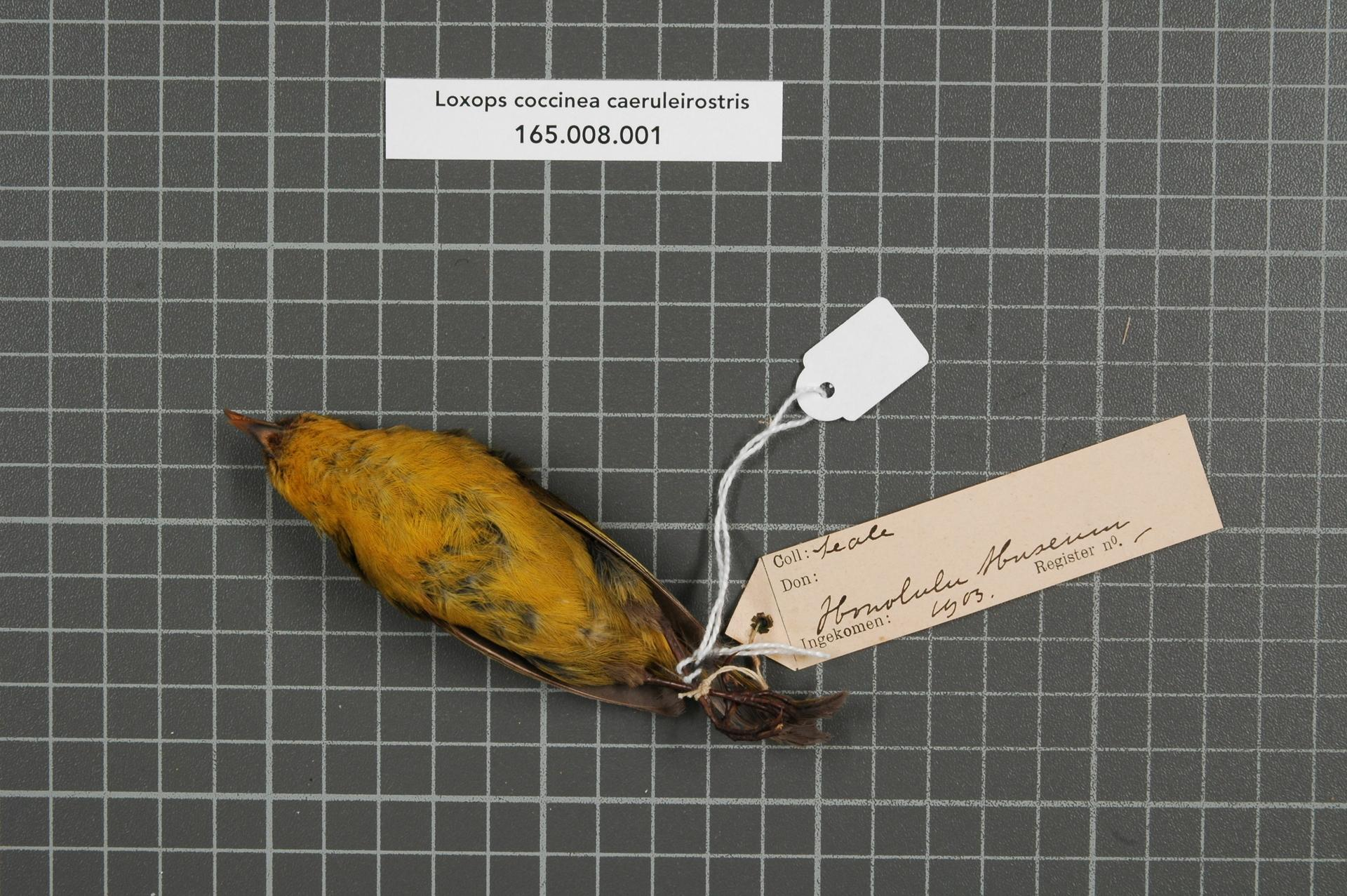
Maschio impagliato, visione ventrale.

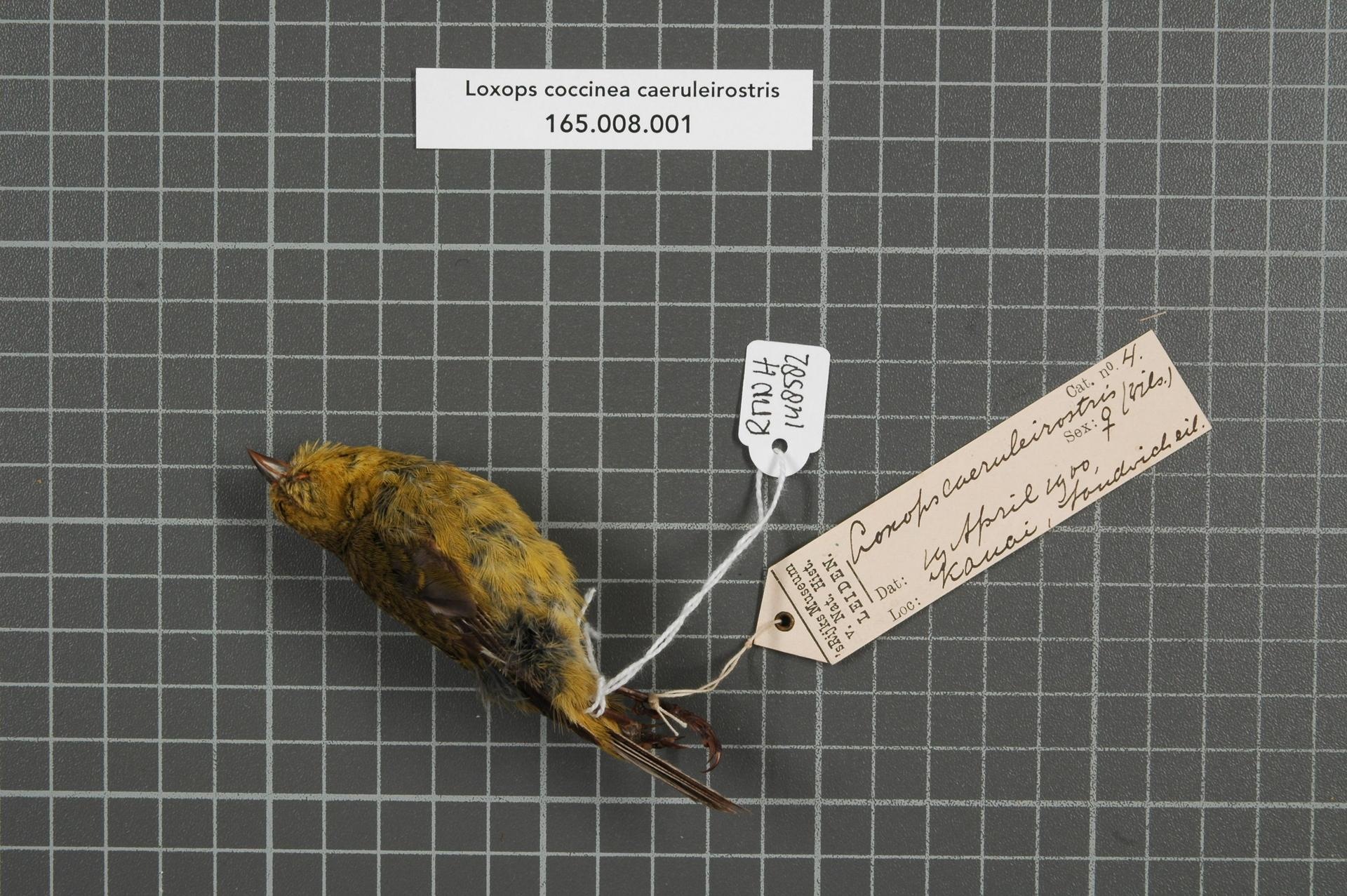
Femmina impagliata, visione laterale.
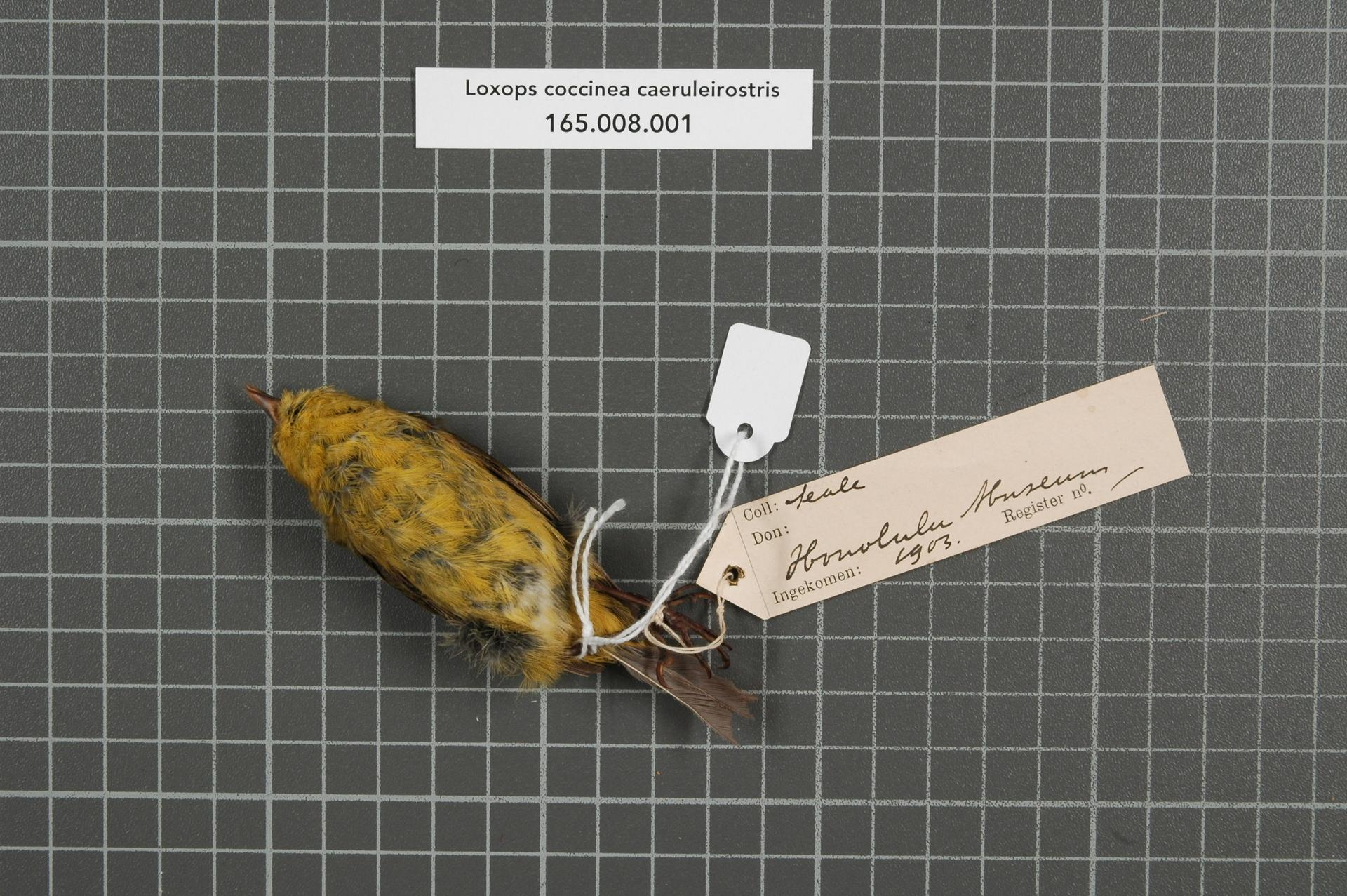
Femmina impagliata, visione ventrale.

### Dimensioni

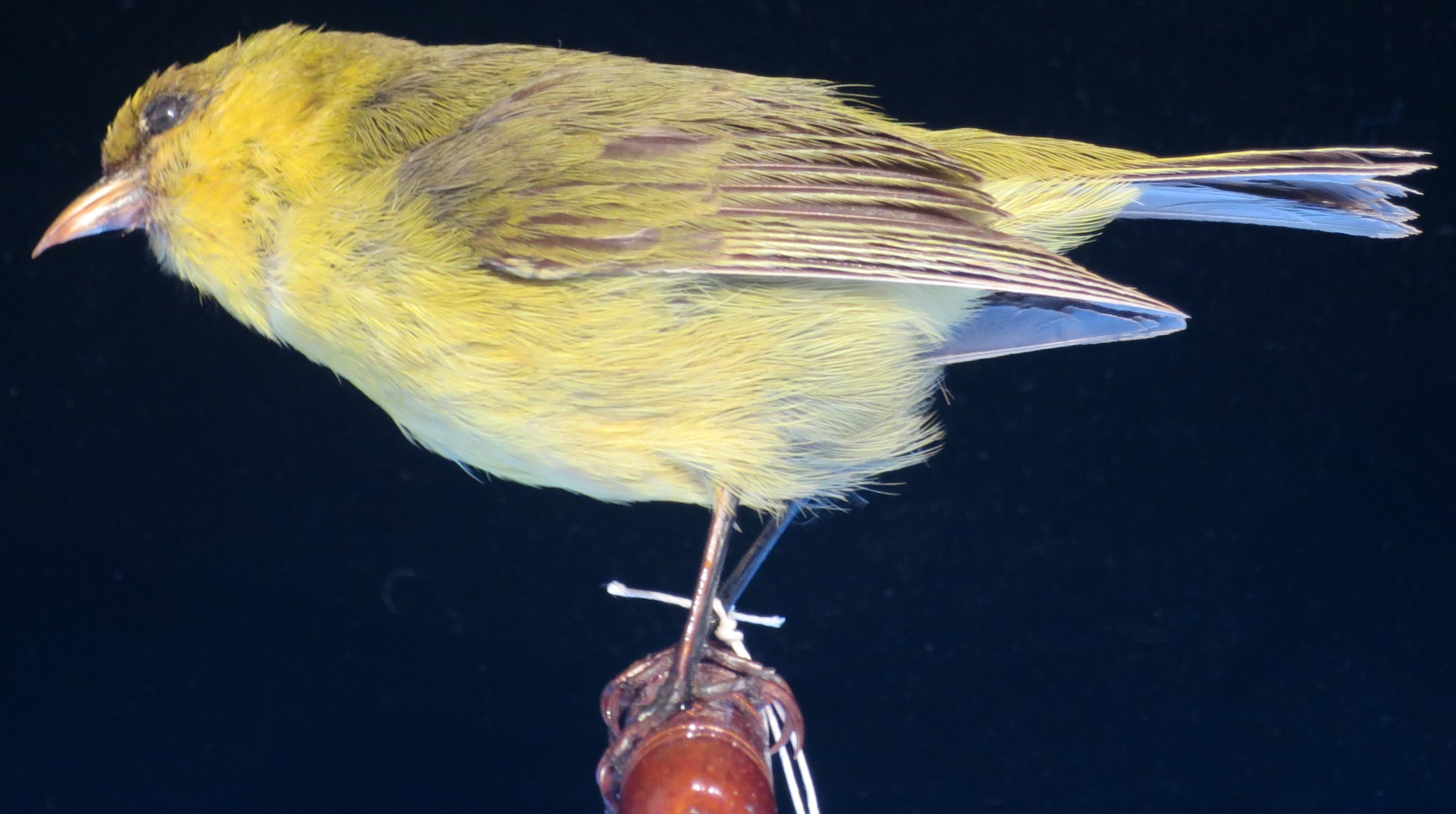
Esemplare impagliato al Museo Berenice Pauhai Bishop di Honolulu.

Misura circa 10 cm di lunghezza, per un peso di 9 g.

### Aspetto
L'aspetto è quello tipico dei fringillidi, massiccio, con testa squadrata e becco conico e dalle punte leggermente incrociate, in maniera simile a quanto osservabile fra i crocieri: nel caso dell'akekee, è la mandibola ad essere incurvata verso sinistra.

Il piumaggio è di colore verde oliva dorsalmente e giallo ventralmente, con una mascherina scura che circonda il becco estendendosi fino alla parte posteriore degli occhi: nella femmina la colorazione ventrale è meno accesa e la mascherina facciale meno estesa. Il becco, come intuibile dal nome scientifico, ha una colorazione a toni bluastri, mentre zampe e occhi sono bruno-nerastri.

## Biologia

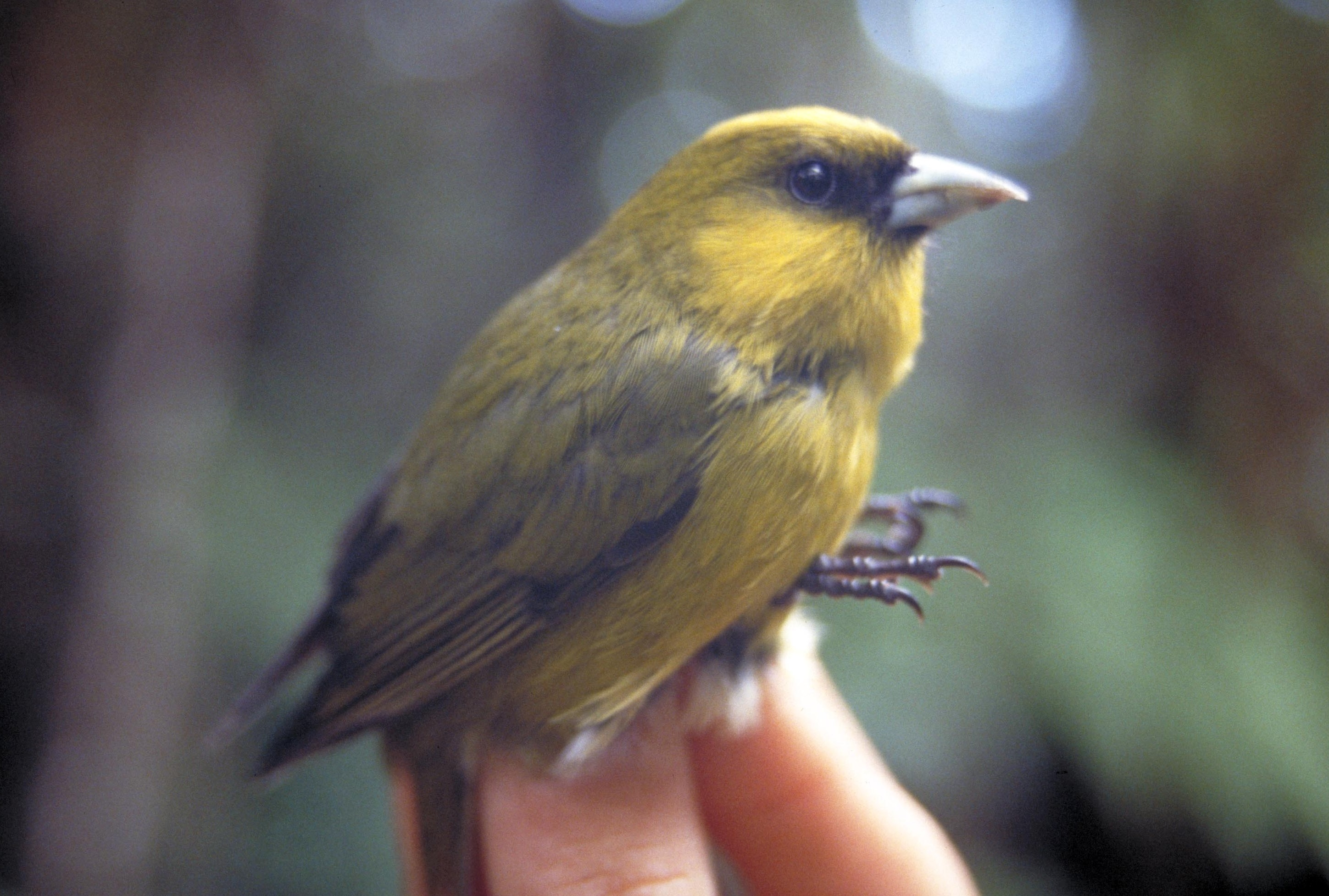
Esemplare di cattura.

Si tratta di uccelli diurni, che si spostano in coppie o in piccoli gruppi familiari fra i rami più alti degli alberi delle aree da essi frequentate, mantenendosi in costante contatto vocale fra loro mediante trilli e pigolii.

### Alimentazione
L'akekee è un uccello essenzialmente insettivoro, specializzato nello stanare i piccoli invertebrati di cui si nutre (principalmente ragni, psille e bruchi) fra germogli e boccioli dell'ohia lehua, i quali vengono ispezionati, sondati ed eventualmente aperti utilizzando il becco appositamente modificato. Più raramente, questo uccello si ciba anche di nettare, che raccoglie grazie alla lingua simile a quella di specie affini nettarivore.

### Riproduzione
La stagione riproduttiva va da febbraio a giugno: gli akekee sono monogami, coi maschi che corteggiano le femmine prescelte saltellando loro davanti ed emettendo trilli, fino a quando esse non si mostrano disponibili all'accoppiamento.

Il nido viene costruito da ambedue i partner intrecciando fra loro fibre vegetali, muschi e licheni a formare una struttura di circa 10 cm di diametro, posizionata in genere in cima a un grosso albero: all'interno di esso vengono deposte generalmente due uova dal guscio biancastro, munite di una fine maculatura brunastra sulla parte ottusa. Mancano altre informazioni sulla cova e l'allevamento della prole, tuttavia si ritiene che essi non differiscano significativamente, per modalità e tempistica, rispetto a quanto osservabile negli altri drepanidini.

## Distribuzione e habitat
Questi uccelli sono endemici dell'isola hawaiiana di Kauai, della quale abitano la porzione nord-occidentale, limitando il proprio areale a due sole aree protette (l'Alaka'i Wilderness Preserve e il Koke'e State Park).
L'habitat di questi animali è rappresentato dalle foreste umide e mesiche a preponderanza di ohia lehua (ma altresì con presenza di altre specie endemiche, come koa, o'lapa e lapalapa), ad una altitudine compresa tra i 600 e i 1600 metri di quota.

## Tassonomia
Inizialmente classificato in un proprio genere monotipico, Chrysomitridops Boie, 1828 (attualmente considerato desueto e sinonimizzato con Loxops), fino agli anni ottanta del XX secolo l'akekee è stato considerato una sottospecie dell'akepa di Hawaii, col nome di Loxops coccineus caeruleirostris: le differenze morfologiche e comportamentali, e soprattutto le successive evidenze di distanza genetica tra le varie popolazioni insulari, hanno fatto ritenere corretta agli studiosi l'elevazione di questi uccelli al rango di specie a sé stante.

## Conservazione
La specie è considerata in pericolo critico a causa del rapido declino della popolazione adulta negli ultimi 10 anni: se negli anni 2000 si stimavano circa 30.000 individui su Kauai, le indagini sul campo hanno stimato un numero di individui selvatici inferiore ai 5000 esemplari nel 2012 e addirittura compreso fra le 300 e le 1000 unità nel 2016.

Alla base di questa drastica riduzione vi è molto verosimilmente il mix di fattori che hanno causato la quasi completa sparizione dei drepanidini endemici dalle Hawaii, ossia la riduzione progressiva e l'alterazione dell'habitat (in particolare la diffusione dell'invasiva Passiflora tarminiana), l'elevata mortalità causata da influenza aviaria e malaria (alle quali tutti gli uccelli hawaiiani si sono dimostrati estremamente sensibili), e l'introduzione di specie aliene quali ungulati, uccelli ed insetti, limitanti o competitori per le risorse alimentari abituali.
Un programma di riproduzione in cattività è stato avviato nel 2015, e altresì sono stati avviati programmi per la riduzione e l'eradicazione degli insetti vettori di malattie e delle specie aliene che alterano l'ecosistema.